# Ultima Online: Age of Shadows
Ultima Online: Age of Shadows est la cinquième extension du MMORPG Ultima Online publiée le 28 février 2003 par la compagnie EA Games.

## Malas
Malas est le nouveau continent dans Age of Shadows. Tout le continent semble être limité par un rebord de cendres grisâtres suivit d'un fond étoilé laissant croire que celui-ci flotte dans l'espace. Le continent inclut deux villes correspondantes aux deux nouvelles classes, Luna pour les Paladins et Umbra pour les Nécromenciens. De nombreuses petites îles détachés du continent sont reliées par des ponts et bordent la région. Malas proprose aussi un vaste donjon: Doom. Celui-ci contient également presque tous les nouveaux monstres inclut dans l'extension. Ce qui est étonnant dans Malas est l'absence d'eau, à l'exception d'un lac nommé Gravewater Lake.
En premier lieu, Malas permet surtout aux joueurs d'y placer leurs maisons à la suite du fait qu'il n'y avait plus assez d'espace dans les mondes précédents, ceci expliquant le fait que les régions de Malas sont presque entièrement vides. Les concepteurs ont ajouté également huit objets cachés un peu partout ayant comme utilité de se téléporter à des endroits normalement inaccessibles.

### Doom
Doom est l'unique donjon inclut dans Malas dont le nom inspire bien son aspect. L'entrée du donjon mène rapidement à un trou où une fois tombé à l'intérieur, empêche les joueurs de ressortir et doivent traverser une partie du donjon pour joindre un portail vers l'extérieur. Doom propose aussi un casse-tête qui peut être résolu seulement en groupe de cinq joueurs, il inclut aussi un nouveau système qui permet aux joueurs de voler certains objets des décors à l'intérieur du donjon. Les joueurs ont aussi la possibilité de compléter une quête dans l'enceinte de Doom qui leur permettra d'accéder à la seconde partie du donjon qui propose le monstre le plus puissant de Age of Shadows.

### Luna
Luna, souvent nommée Paladin City par les joueurs, est une ville illuminée dédiée à la classe des paladins. Cette ville est fortifiée par deux murailles de pierre, limitant ainsi l'espace des magasins, ce qui fait de Luna l'une des villes les plus fréquentées du jeu puisque l'accès entre les bâtiments est très facile.

### Umbra
Cette ville est complètement l'opposée de celle voisine, Luna. Celle-ci est très sombre et morbide où les habitants ont une peau très blanche et portent des vêtements foncés. Comme Luna, Umbra est dédiée à une classe, les nécromanciens. Dans son enceinte, les bâtiments sont en pierre noire ainsi que les arbres qui n'ont pas de feuilles ni d'épines. Des tas d'os et de squelettes rebordent la ville.

## Les classes
Age of Shadows donne aussi le choix entre un paladin et un nécromancien, chacune de ces classes s'opposent et possèdent un lot de sorts et d'aptitudes différentes qui nécessitent l'utilisation d'un livre.

### Paladin
Le paladin est un guerrier très éthique doté de pouvoirs divins le permettant de se soigner et d'améliorer ses capacités de combats physiques. L'aptitude (ou skill) consacré aux sorts de paladin se nomme Chivalry et consument des Tithing Points pour être évoqués. Ceux-ci augmentent en donnant de l'argent à une Ankh. Aussi, le Karma est un facteur qui affecte les sorts du paladin, plus celui-ci est haut, plus les sorts seront efficaces.
Les paladins maîtrisent dix techniques :
1. Close Wounds
2. Holy Light
3. Consecrate Weapon
4. Enemy of One
5. Dispel Evil
6. Remove Curse
7. Divine Fury
8. Sacred Journey
9. Noble Sacrifice

Un livre de paladin est nécessaire pour utiliser ces sorts.

### Nécromancien
Le nécromancien est un mage qui maitrise la magie noire et les morts. Ils ont des pouvoirs maléfiques leur permettant de contrôler les cadavres, le poison et le sang. L'aptitude (ou skill) consacré aux sorts de nécromancien se nomme Necromancy et les sorts requièrent certains ingrédients tels que: Bat Wing, Grave Dust, Daemon Blood, Nox Crystal, et Pig Iron.
Les nécromanciens maitrisent quinze techniques:
- Poison Strike
- Pain Spike
- Curse Weapon
- Blood Oath
- Evil Omen
- Mind Rot
- Strangle
- Corpse Skin
- Wraith Form
- Lich Form
- Vampiric Embrace
- Horrific Beast
- Summon Familiar
- Animate Dead
- Vengeful Spirit

Il faut aussi noter qu'un grimoire de nécromancie ou des parchemins sont nécessaires pour utiliser ces sorts.

## Système d'attributs d'objet
Age of Shadows permet de vastes possibilités aux armes et armures grâce au système d'attributs et de propriétés. Dans ce système, quatre éléments: le feu, l'énergie, le froid et le poison sont intégrés sur les objets d'équipements. Quand ces éléments sont intégrés sur une arme, des dommages supplémentaires s'additionnent. Quand ces éléments sont intégrés sur une pièce d'armure, des résistances supplémentaires envers ces éléments s'additionnent. Quand l'élément est assez concentré sur l'objet, celui-ci change de couleur (Feu = Orange, Énergie = Violet,  Froid = Bleu, Poison = Vert).